# Флореста (Колумбия)
Флореста (исп. Floresta) — небольшой город и муниципалитет в центральной части Колумбии, на территории департамента Бояка. Входит в состав провинции Тундама.

## История
Поселение, из которого позднее вырос город, было основано в 1810 году. Муниципалитет Флореста был выделен в отдельную административную единицу в 1818 году.

## Географическое положение

Муниципалитет Флореста

Город расположен на северо-востоке центральной части департамента, в горной местности Восточной Кордильеры, к западу от реки Чикамоча, на расстоянии приблизительно 55 километров к северо-востоку от города Тунха, административного центра департамента. Абсолютная высота — 2503 метра над уровнем моря.
Муниципалитет Флореста граничит на севере с территорией муниципалитета Серинса, на северо-востоке— с муниципалитетом Бетейтива, на востоке— с муниципалитетами Бусбанса и Корралес, на юге— с муниципалитетом Нобса, на западе — с муниципалитетом Санта-Роса-де-Витербо. Площадь муниципалитета составляет 85 км².

## Население
По данным Национального административного департамента статистики Колумбии, совокупная численность населения города и муниципалитета в 2015 году составляла 4523 человека.
Динамика численности населения муниципалитета по годам:
| 2005 | 2006 | 2007 | 2008 | 2009 | 2010 | 2011 | 2012 | 2013 | 2014 | 2015 |
| ---- | ---- | ---- | ---- | ---- | ---- | ---- | ---- | ---- | ---- | ---- |
| 4884 | 4855 | 4825 | 4793 | 4759 | 4724 | 4687 | 4649 | 4608 | 4567 | 4523 |

Согласно данным переписи 2005 года мужчины составляли 47,2 % от населения Флоресты, женщины — соответственно 52,8 %. В расовом отношении всё население города составляли белые и метисы.
Уровень грамотности среди всего населения составлял 87,3 %.

## Экономика
63 % от общего числа городских и муниципальных предприятий составляют предприятия торговой сферы, 19,5 % — промышленные предприятия, 13 % — предприятия сферы обслуживания, 4,5 % — предприятия иных отраслей экономики.